# Уланы
Ула́ны (тюрк. Ulan, в другом источнике польск. ułan, от тур. oğlan — юноша) — вид новоевропейской легкой кавалерии, вооруженной пиками, саблями и пистолетами, получивший своё название от татарского слова «углан» («храбрый» — титул царевичей Золотой Орды), в период ига на Руси — ханские чиновники .
Впервые появились в войске Большой Орды, а оттуда заимствованы Речью Посполитой, Австрией, Пруссией, Россией, Францией. Первоначально у них одеяние (форма одежды) было чисто татарское,  до начала XX столетия из него удержалась одна особенность — квадратный верх каски (головного убора), соответствующий такому же верху шапки монгольской, и существующей и поныне у калмыков России. Внешним отличительным атрибутом польской уланской униформы был высокий, четырёхугольный головной убор. Он приобрёл необычайную популярность, и его стали носить по всей Европе и даже в Америке (уланская шапка — уланка или конфедератка). Уланы принимали участие в большинстве войн в Европе с середины XVIII века и до начала Второй мировой войны. В настоящее время уланские формирования сохраняются в королевских гвардиях некоторых европейских государств, а также в гвардии Республики Казахстан.

## Этимология
По М. Фасмеру, слово «улан» заимствовано через польское ułan из турецкого/кыпчакского/азербайджанского oγlan («молодой человек, юноша, мальчик»).

## История происхождения уланов
В Золотой орде огланами назывались члены ханской семьи из линий, не восходивших на престол.
Начиная с XIV века много ордынских татар проживало в Великом княжестве Литовском и Русском, где они состояли на военной службе Великому князю Литовскому, а затем польскому королю. Поляки начали включать большую часть своей военной лексики и традиций, а также свою стратегию и тактику. Литовские татары, в основном мусульмане, служили в составе королевских армий во время различных сражений позднего средневековья. В их задачи входило проведение разведки заблаговременно более тяжёлых кавалерийских хоругвей (рыцарей). С окончанием эпохи рыцарей в доспехах, в XIV веке литовские татары были организованы в легкие (татарские) хоругви, вооруженные лёгким копьем, луком, саблей, а иногда боевым топором или надзяком для всадников, служивших товарищами (towarzysz) и слугами (pocztowy) — в то время как такие же легковооруженные гусары были преобразованы в тяжёлые хоругви крылатых гусар.
Войны XVII века привели к появлению в польско-литовских землях военно-служилого татарского населения, получившего названия липки. 
Достаточно подробное описание гусарии, во второй половине XVII века, оставил французский инженер и картограф Гийом де Боплан. Вот как описывает он польских гусар, называя их уланами:

 Гусары, служащие в качестве улан, — это шляхтичи с большим состоянием, имеющие до 50 тысяч ливров [дохода]. У них очень хорошие лошади, самая дешёвая из которых стоит не менее 200 дукатов; это турецкие лошади, происходящие из Анатолии, из провинции, называемой Караманья (Carmenie). Каждый улан служит на пяти лошадях; итак, в хоругви из сотни улан есть только 20 товарищей, которые едут в одну шеренгу, так что каждый возглавляет [свой] ряд; следующие четыре шеренги — это их слуги, каждый в своём ряду. Длина их копья 19 футов, оно полое, начиная от острия до яблока, остальное сделано из крепкого дерева; на острие своих копий они прикрепляют значки, всегда двухцветные: бело-красные, сине-зелёные или черно-белые, длиной в 4—5 локтей. Это делается, наверное, для того, чтобы пугать неприятельских лошадей, ибо когда они [уланы], опустив копья, несутся во весь карьер [в атаку], флажки развеваются, описывая круги, и наводят ужас на неприятельских лошадей, ряды которых они желают прорвать. Облачены они в панцири, наручники, наколенники, шлемы и т. д. Сбоку у них только сабля, под левым бедром палаш, привязанный к седлу, к правой луке которого прикреплён длинный меч, широкий у рукоятки и суживающий к острию, в форме четырёхгранника, для того, чтобы можно было колоть свалившегося на землю, но ещё живого человека. Меч имеет 5 футов в длину и круглую головню, чтобы удобнее было прижать к земле (противника) и проколоть кольчугу; назначение палаша — рубить тело, а сабли — драться с её помощью и рубить кольчугу. Они носят также боевые секиры весом до шести фунтов, которые похожи по виду на наши четырёхгранные пики, очень острые с длинной рукояткой, для того чтобы можно было наносить удары по неприятельским панцирям и шлемам, которые разбиваются от такого оружия.— Гийом де Боплан,1660 год.
Начиная со второй половины XVII века, в Речи Посполитой, современники называют уланами польских гусар, а в первой половине XVIII века татарские полки в Речи Посполитой начали называться уланскими.

## Польско-литовские уланы

### Речь Посполитая
Королевские милости, а также земельные владения в Брестской экономии привели к тому, что командир полка не очень-то считался с законом. В 1721 году во время споров о земле в Ошманьском повяте полковник, приведя 5 хоругвей, расставил их на спорной земле. Кроме того, он сообщил судебным чиновникам, что, в случае неудовлетворительного решения вопроса, он со своим полком эмигрирует в Турцию. Уланы никому не подчинялись кроме короля, даже появилась поговорка, что «нет пана над улана».
В первой половине XVIII века и татарские полки начали называться уланскими. В воспоминаниях генерала Юзефа Зайончека (1794 г.) читаем об этом следующее: «Литва имела несколько татарских полков. Поселения этого воинственного народа со времен Витольда сохраняются по сей день. Эти полки обычно называли уланскими по имени одного из их воинов, который прославился во время правления Стефана Батория.» Первоначально это были польско-литовские легкие всадники, вооруженные лёгкими пиками, саблями и пистолетами. К копьям литовских улан прикреплялись прапорцы, чтобы выглядеть более впечатляюще. В 1733 году в польском войске формируется войсковая единица, состоящая из татар — полк легкой кавалерии под командованием Александра Мустафы Корыцкого. Литовские татары неразрывно связаны с польской уланской традицией, даря Родине таких выдающихся кавалеристов, как Юзеф Беляк, Александр Мустафа Корицкий, Самуил Улан, Иоахим Мурза Корицкий или Александр Еляшевич.
Хотя нейтральная Речь Посполитая не участвовала в Семилетней войне, два уланских полка (татарская конница) генерала Чембая Мурзы Рудницкого и полковника Самуэля Мустафы Корицкого участвовали в этой войне, ведя бои на территории Германии и Чехии. Татарские товарищи, служившие в своих татарских ротах (хоругвях), просуществовали до 1770-х годов, когда в польско-литовской армии были проведены крупные кавалерийские реформы, и были включены в состав реформированных кавалерийских полков. Речь Посполитая в то время была оккупирована и подверглась разделу между тремя великими державами.
Последний король Речи Посполитой Станислав Август Понятовский сформировал в составе своей вспомогательной гвардии полк Королевских уланов, обмундированных в куртках с отворотами, брюках с лампасами и конфедератками, вооруженных копьями, пистолетами и саблями. Эти элементы обмундирования и вооружения стали традиционно характерными для уланской униформы. Он был расформирован в 1794 или 1795 году.

### Варшавское герцогство
После восстания (бунта) Костюшко много поляков эмигрировало в Италию и Францию, чему державы, разделившие Польшу, не противились. Центрами таких выходцев из Польши были Венеция и Париж. В 1796 году генерал Ян Домбровский предложил французской директории сформировать особый корпус из поляков. Директория приняла предложения и поручила вести переговоры генералу Бонапарту, командующему итальянской армией. Так как французскими законами было запрещено принимать на службу иностранные войска, то польские легионы были включены в состав армии Ломбардской республики, образованной в ходе Итальянского похода Бонапарта 1796—1797. 9 января 1797 года было заключено соответствующее соглашение между Я. Г. Домбровским и правительством Ломбардской республики.
В ходе войны четвёртой коалиции генералом Яном Генриком Домбровским было организовано восстание, получившее поддержку Наполеона. Благодаря наступлению французской армии восстание достигло успеха и привело по итогам Тильзитского мира к основанию Варшавского герцогства.

#### Наполеоновские уланы
В начале XIX века многие полки улан были созданы и поставлены на службу Большой армии Наполеона I, защитника и союзника герцогства Варшавского. Завербованные (нанятые) в Рейнской области и особенно в Великом герцогстве Берг, они также были призваны в польскую уланскую армию и покрыли себя славой, в битве при Сомосьерре (1808), особенно в битве при Ла-Альбуэре (1811 год) во время испанской войны за независимость от Франции.
После Парижского мирного договора 1815 года Польская республика вновь была разделена между соседними великими державами и традиция уланов продолжилась в прусской армии.

### Польская Республика (1918—1939)
Польские легионы Юзефа Пилсудского (независимое формирование, служившее в составе австро-венгерской армии) имели небольшой отряд улан. Под командованием Владислава Белины-Пражмовского они были созданы по образцу улан наполеоновского периода. Это подразделение было первым подразделением Центральных держав, вступившим на польские земли во время Первой мировой войны.
Польский уланский полк был создан в 1918 году в возрожденном польском государстве, в созданном только что польском войске, с сохранением конфедератки и копья. Кроме уланских полков состоящих из польских частей, созданных в России, Велькопольской кавалерии уже сформированной в Польше, был также сформирован корпус из трех польских кавалерийских полков, полученных из конных легионов, и 10 конных стрелковых полков (первоначально также называемых драгунами), сформированных в основном из частей польской армии во Франции. Эти три кавалерийских формирования отличались только традициями и элементами обмундирования; самыми многочисленными были уланские полки, которыми иногда ошибочно и упрощенно называют всю польскую довоенную кавалерию.
Польские уланские кавалерийские полки сражались за возрождающееся польское государство в период с 1918 по 1921 год. Уланы 14-го кавалерийского полка устроили трехдневное сражение с украинской армией под Язловцем 13 июля 1919 года. Уланы и шведы второй конной дивизии полковника Юлиуса Руммеля сыграли главную роль в ходе последнего великого кавалерийского сражения в военной истории — при Комарове, где 31 августа 1920 года они разгромили две дивизии известной своей храбростью и жестокостью «Конармии» (1-я Конная армия) Семена Буденного.
До Второй мировой войны в польской армии было 27 уланских полков, 10 конных стрелковых полков и 3 шведских полка. В сентябрьской кампании, вопреки распространенному мнению, эти отряды не нападали на немецкие танки, а представляли собой очень эффективную силу, которая могла быстро перемещаться, обходить противника и часто лучше справляться с хаосом боев, чем пешие отряды. В качестве основного вида боя правила кавалерийских действий предусматривали пешие бои, как и пехота с использованием карабинов и пулеметов, и только передвижение верхом, однако было несколько случаев конных атак на пехоту противника, как правило, с хорошим результатом. В сентябре 1939 года уланы атаковали под Кроянтом, Калушиным, Малишевым, Волкой, Краснобородом и Любачевым, одержав значительные победы над немецкой артиллерией.

## Западноевропейские уланы
Уланские подразделения начали появляться в западноевропейских армиях во время войны за австрийское наследство, начиная с уланского эскадрона, известного как Натцмер-Уланен, сформированной Фридрихом Великим в 1740 году. В следующем году эскадрон был расширен до уланского полка, а в 1744 году был преобразован в 1742-й гусарский полк Нацмера. Одновременно, в 1743 году, Мориц Саксонский сформировал смешанный уланско-драгунский полк, Волонтёров Саксонских, для французской королевской армии Людовика XV. Он состоял из шести рот, каждая из восьмидесяти драгун и восьмидесяти уланов, и включал литовских, польских и татарских солдат. Полк был известен своей храбростью, боевым духом и пьянством.
Уланский корпус был включен в 1780-х годах в армию Австрии, а затем в армию Пруссии командующим фон Готце и немного позднее в России.

## Русские уланы
В России вербованные конные полки, вооруженные пиками, начали создаваться во второй половине XVIII века под названием «пикинёры» для охраны земель в Новороссии. Началось формирование трёх пикинёрных полков в марте 1764 года по указу Екатерины II, где рядовые назывались товарищами.
История появления русских улан началась с того, что «к австрийской миссии в Петербурге прибыл австрийский уланский офицер граф Пальфи, родом венгерец, молодец и красавец, сложенный, как Аполлон Бельведерский. Уланский мундир в обтяжку сидел на нем бесподобно, и все дамы и мужчины заглядывались на прекрасного улана». Цесаревич Константин был так впечатлён видом улана Пальфи, что в 1803 году выхлопотал у Александра I разрешение создать собственный уланский полк со штабом в Махновке Киевской губернии. Командовать полком был поставлен барон Меллер-Закомельский.
В 1882 году уланские полки, кроме двух лейб-гвардейских, обращены в драгунские. Император Николай II после поражения в русско-японской войне в целях повышения как престижа самой армии, так и большей привлекательности военной службы в 1908 году возвращает прежние наименования кавалерийским полкам и вводит форму, характерную для каждого вида кавалерии.
В 1918 году уланы были упразднены, но вновь возрождены в ВСЮР, вошли в Сводную кавалерийскую бригаду, с начала января 1920 года — в Сводно-гвардейские кавалерийские полки 1-й кавалерийской дивизии. В 1924 году белое движение на территории России прекратило своё существование, а вместе с ним и уланские подразделения.

### Полки
В лейб-гвардии имелось два лейб-гвардейских уланских полка:
- лейб-гвардии Уланский Её Величества Государыни императрицы Александры Фёдоровны полк;
- лейб-гвардии Уланский Его Императорского Высочества цесаревича (лейб-гвардии Уланский Его Величества);

- Пиратский К. К. Штаб-Офицер Лейб-Гвардии Уланского Его Величества полка. 1855 год[10].
- Губарев П. К. Штаб-Офицер Л. Гв. Уланского и Обер-Офицер Л. Гв. Уланского Его Величества полков. 1871 год[11].
- Великие княжны Ольга и Татьяна Николаевны в мундирных платьях своих подшефных лейб-гвардейских уланских полков. Петергоф, 5 августа 1913 года.

Впоследствии сформированы или переименованы из драгунских в уланские полки:
- в 1797 году — Татарский,
- в 1805 году — Борисоглебский,
- в 1807 году — Литовский и Волынский,
- в 1808 году — Чугуевский,
- в 1812 году — Серпуховский, Белгородский, Оренбургский, Владимирский и Ямбургский,
- в 1816 году — Украинские уланские полки,
- в 1817 году — лейб-гвардии Уланский Его Императорского Высочества цесаревича (лейб-гвардии Уланский Его Величества),
- в 1827 году — С.-Петербургский, Курляндский, Смоленский и Харьковский.

В 1908—1914 годах в Русской армии имелись следующие уланские полки:
- 1-й уланский Санкт-Петербургский генерал-фельдмаршала князя Меншикова полк (с 1914 года — 1-й уланский Петроградский генерал-фельдмаршала князя Меншикова полк);
- 2-й лейб-уланский Курляндский Императора Александра II полк;
- 3-й уланский Смоленский Императора Александра III полк;
- 4-й уланский Харьковский полк;
- 5-й уланский Литовский Его Величества Короля Итальянского Виктора-Эммануила III полк;
- 6-й уланский Волынский полк;
- 7-й уланский Ольвиопольский короля испанского Альфонса XIII полк;
- 8-й уланский Вознесенский Е. И. В. В. Кн. Татьяны Николаевны полк;
- 9-й уланский Бугский Его Королевского Высочества эрцгерцога Австрийского Франца-Фердинанда полк;
- 10-й уланский Одесский полк;
- 11-й уланский Чугуевский Е. В. Г. И. Марии Фёдоровны полк;
- 12-й уланский Белгородский Имп. Австрийского кор. Венгерского Франца-Иосифа I полк;
- 13-й уланский Владимирский полк;
- 14-й уланский Ямбургский Е. И. В. В. К. Марии Александровны полк[12];
- 15-й уланский Татарский полк;
- 16-й уланский Новоархангельский полк;
- 17-й уланский Новомиргородский полк.

## Колумбийские уланы
Колумбийские уланы полковника Сильвы принимали участие в битва при Аякучо, и при помощи конного отряда английского генерала Миллера и перуанской пехоты, одержали победу, после сражения, продолжавшегося два часа.

### Комментарии
1. ↑  Этот бой лег в основу мифа, об атаке кавалерии на танки.

### Сноски
1. 1 2 3 4  Улан // Толковый словарь живого великорусского языка : в 4 т. / авт.-сост. В. И. Даль. — 2-е изд. — СПб. : Типография М. О. Вольфа, 1880—1882.
2. ↑  Большая российская энциклопедия, 2004 – 2017 годов.
3. ↑  Николай Михайлович Карамзин, Том 6, «История государства Российского.», 1816 год.
4. ↑  Уланы // Малый энциклопедический словарь Брокгауза и Ефрона. — 2-е изд., вновь перераб. и значит. доп. — Т. 1—2. — СПб., 1907—1909.
5. ↑  Драгуны, уланы. Кто они? Дата обращения: 18 апреля 2012. Архивировано 23 апреля 2012 года.
6. 1 2  Пользователь. Польским татарам поставили памятник. vesti.uz (24 сентября 2019). Дата обращения: 11 мая 2023. Архивировано 11 мая 2023 года.
7. ↑  Фасмер М. Этимологический словарь русского языка. В 4 т. — М.: Прогресс, 1987. — Т. 4. — С. 158.
8. ↑  Гийом де Боплан. Описание Украины. — по экземпляру второго издания 1660 года, хранящегося в Российском государственном архиве древних актов с параллельным переводом на русский язык. Архивировано 20 июля 2014 года.
9. ↑  Классика: Булгарин Фаддей Венедиктович. Воспоминания Архивная копия от 7 мая 2017 на Wayback Machine // Lib.ru
10. ↑  Илл. 028. Штаб-Офицер Лейб-Гвардии Уланского Его Величества полка. (В парадной форме). 15 марта 1855 // Перемены в обмундировании и вооружении войск Российской Императорской армии с восшествия на престол Государя Императора Александра Николаевича (с дополнениями) : Составлено по Высочайшему повелению / Сост. Александр II (император российский), илл. Балашов Петр Иванович и Пиратский Карл Карлович. — СПб.: Военная типография, 1857—1881. — Тетради 1—111 : (С рисунками № 1—661). — 47×35 см.
11. ↑  Илл. 538. Штаб-Офицер Л. Гв. Уланского и Обер-Офицер Л. Гв. Уланского Его Величества полков. (Парадная и походная формы.) 19 Января и 7 Марта 1871 // Перемены в обмундировании и вооружении войск Российской Императорской армии с восшествия на престол Государя Императора Александра Николаевича (с дополнениями) : Составлено по Высочайшему повелению / Сост. Александр II (император российский), илл. Балашов Петр Иванович и Пиратский Карл Карлович. — СПб.: Военная типография, 1857—1881. — Тетради 1—111 : (С рисунками № 1—661). — 47×35 см.
12. ↑  Зуйков Игорь Сергеевич — 14 уланск. Ямбургский…полк
13. ↑  Аякучо, Энциклопедическій лексиконъ.
14. ↑  Аякухо // Военная энциклопедия : [в 18 т.] / под ред. В. Ф. Новицкого … [и др.]. — СПб. ; [М.] : Тип. т-ва И. Д. Сытина, 1911—1915.